# فرودگاه منطقه‌ای شهرستان مورهد-رووان کلاید آ. توماس
فرودگاه منطقه‌ای مورهد-رووان کانتی کلاید آ. توماس (به انگلیسی: Morehead-Rowan County Clyde A. Thomas Regional Airport) یک فرودگاه همگانی است که یک باند فرود آسفالت دارد و طول باند آن ۱۶۷۶ متر است. این فرودگاه در کشور ایالات متحده آمریکا قرار دارد و در ارتفاع ۳۱۳ متری از سطح دریا واقع شده‌است.